# Девочка из Иде

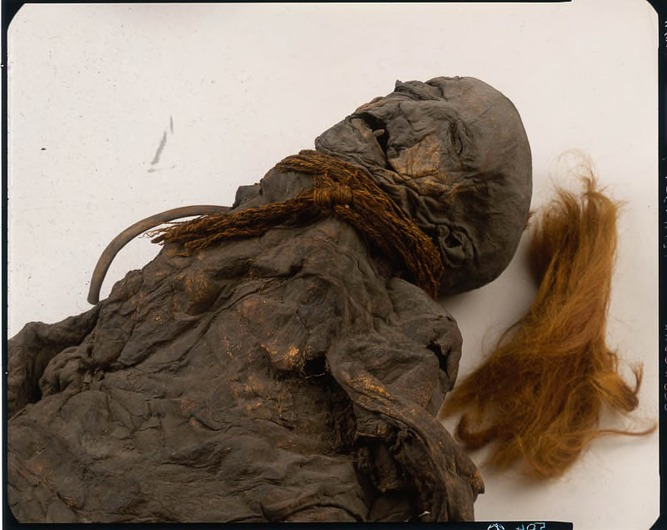
Девочка из Иде

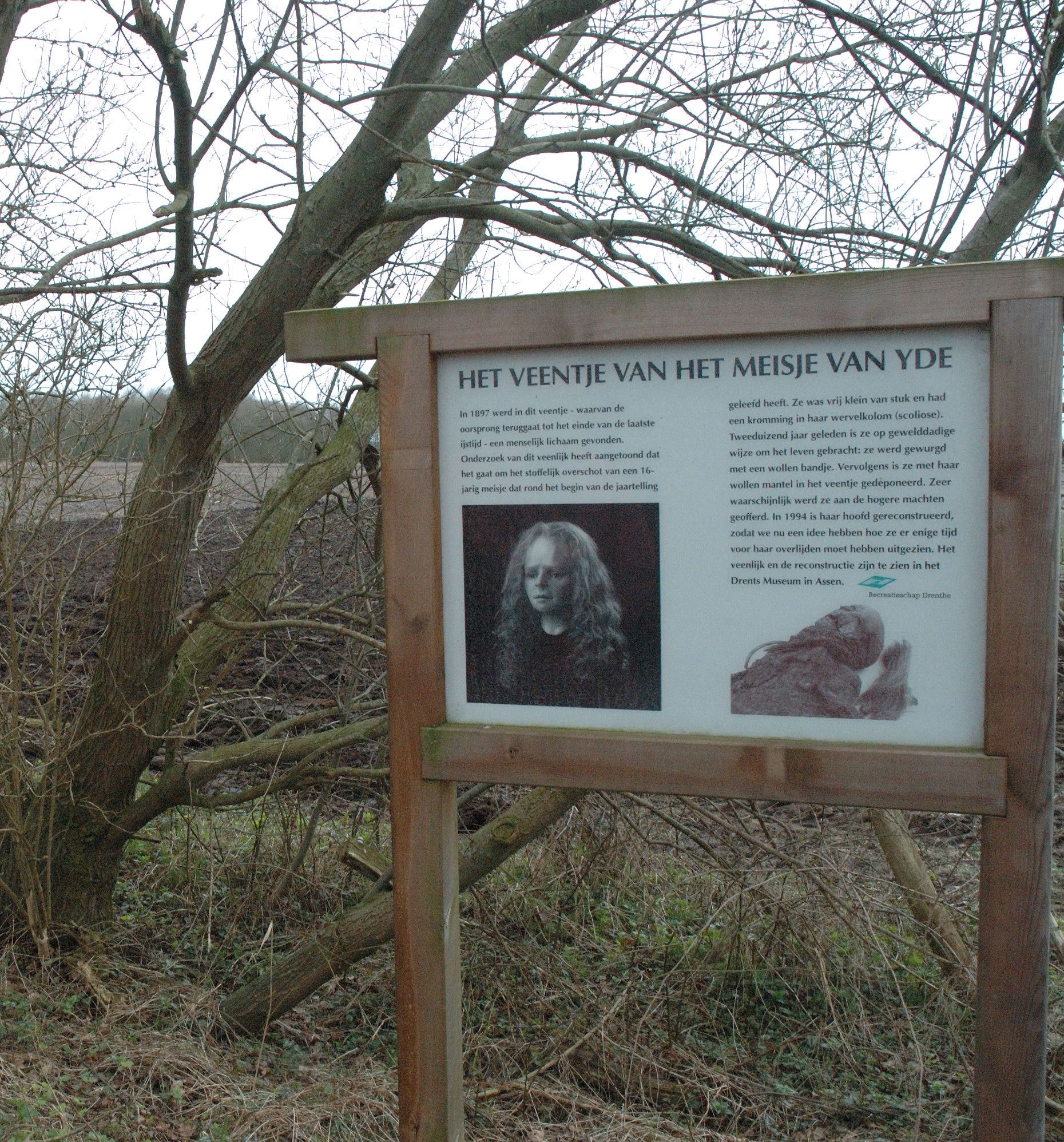
Стенд на месте обнаружения

Девочка из Иде (нидерл. Meisje van Yde) — такое название получило хорошо сохранившееся тело девочки-подростка, обнаруженное в торфяном болоте в окрестностях деревни Иде в Нидерландах.

## Описание
«Девочку из Иде» нашли 12 мая 1897 года. Тело было завернуто в шерстяную накидку. Вокруг шеи девушки была затянута плетёная из шерсти петля, свидетельствующая о том, что её казнили за какое-то преступление либо принесли в жертву. В области ключицы сохранился след от ранения. Кожные покровы не были тронуты разложением, что характерно для болотных тел.
Результаты радиоуглеродного анализа, проведённого в 1992 году, показали, что она умерла в возрасте около 16 лет между 54 годом до н. э. и 128 годом н. э. Голова трупа была наполовину обрита незадолго до смерти. Сохранившиеся волосы длинные, имеют рыжеватый оттенок. При этом, волосы всех трупов, попавших в болотную среду, приобретают рыжеватый цвет в результате денатурализации красящего пигмента под воздействием кислот, находящихся в болотистой почве. Вследствие этого можно предположить, что рыжеватый оттенок волос трупа является посмертным изменением и может не совпадать с прижизненным оттенком. Компьютерная томография определила, что при жизни у неё было искривление позвоночника. Дальнейшие исследования позволили сделать вывод, что причиной этого, скорее всего, стало поражение позвонков костным туберкулезом.
Эта находка стала достаточно известна благодаря тому, что профессор Ричард Нив из Манчестерского университета воссоздал внешность девушки по слепкам с её черепа. В настоящее время «Девочка из Иде» и её реконструированная голова выставлены в экспозиции музея Ассена.
В 2022 году нидерландская готик-рок группа Blackbriar выпустила на сингле песню "Fairy of the Bog", посвященную истории «Девочки из Иде». Лирическая героиня песни была принесена в жертву богам и после смерти превратилась в фею, обитающую в дольмене.